# Heliconius cyrbia
Heliconius cyrbia is een vlinder uit de familie Nymphalidae. De wetenschappelijke naam van de soort is voor het eerst geldig gepubliceerd in 1819 door Pierre André Latreille en Godart.